# Nguyễn Thanh Huy
Nguyễn Thanh Huy (sinh năm 1969) là một vận động viên, võ sư môn phái Taekwondo, Phó chủ tịch Liên đoàn Taekwondo Việt Nam, Phó ban giáo dục của Liên đoàn Taekwondo châu Á, Huấn luyện viên trưởng tuyển quyền Taekwondo Việt Nam. Ông đạt chứng nhận đai đen 8 đẳng (bát đẳng huyền đai) của Viện Hàn lâm Taekwondo Thế giới (Kukkiwon) 

## Sự nghiệp
40 năm cống hiến cho Taekwondo Việt Nam

## Thành tích
- Huân chương Lao động hạng Nhất (năm 2025)[4]